# Джукаєв Расул Магомедович
Расул Магомедович Джукаєв (рос. Джукаев Расул Магомедович; нар. 11 серпня 1984, Грозний, Чечено-Інгушська АРСР, РРФСР, СРСР) —  російський борець вільного стилю, срібний призер чемпіонату світу, бронзовий призер чемпіонату Європи. Заслужений майстер спорту Росії (2010).

## Життєпис
Боротьбою займається з 1994 року. Перший тренер — його батько Магомед Джукаєв. Особисті тренери: Заслужені тренери Росії Магомед Джукаєв і Жаа Умаров. Чемпіон Європи серед кадетів (2001), чемпіон Росії (2009), бронзовий призер чемпіонату Росії (2011).
У збірній команді Росії з 2007 року.
Виступає за ЦСКА.

## Спортивні результати на міжнародних змаганнях

### Виступи на Чемпіонатах світу
| Змагання                        | Збірна | Вагова категорія          | Місце  |
| ------------------------------- | ------ | ------------------------- | ------ |
| Чемпіонат світу з боротьби 2009 | Росія  | вільна боротьба, до 66 кг | Срібло |

### Виступи на Чемпіонатах Європи
| Змагання                         | Збірна | Вагова категорія          | Місце  |
| -------------------------------- | ------ | ------------------------- | ------ |
| Чемпіонат Європи з боротьби 2008 | Росія  | вільна боротьба, до 66 кг | Бронза |

### Виступи на Кубках світу
| Змагання                    | Збірна | Вагова категорія          | Місце |
| --------------------------- | ------ | ------------------------- | ----- |
| Кубок світу з боротьби 2009 | Росія  | вільна боротьба, до 66 кг | 4     |

### Виступи на інших змаганнях
| Змагання                                 | Збірна | Вагова категорія          | Місце  |
| ---------------------------------------- | ------ | ------------------------- | ------ |
| Турнір Дана Колова — Николи Петрова 2007 | Росія  | вільна боротьба, до 66 кг | Срібло |
| Кубок Рамзана Кадирова 2011              | Росія  | вільна боротьба, до 66 кг | Золото |
| Кубок Рамзана Кадирова 2012              | Росія  | вільна боротьба, до 66 кг | Золото |

### Виступи на змаганнях молодших вікових груп
| Змагання                                       | Збірна | Вагова категорія          | Місце  |
| ---------------------------------------------- | ------ | ------------------------- | ------ |
| Чемпіонат Європи з боротьби серед кадетів 2001 | Росія  | вільна боротьба, до 63 кг | Золото |